# Morakniv

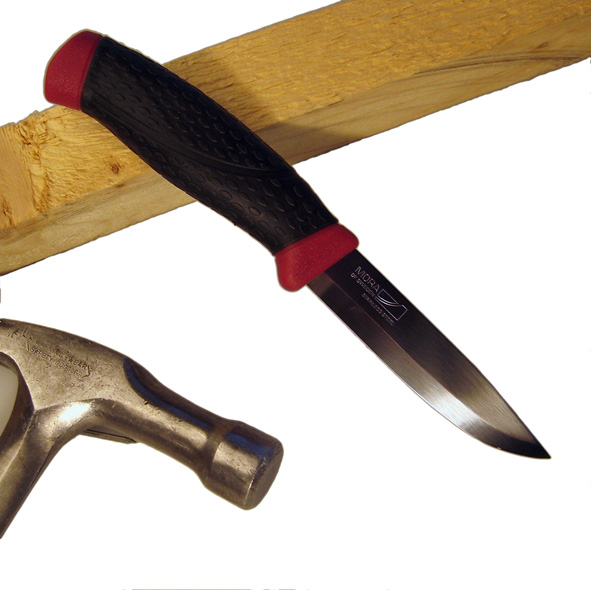
En slidkniv av varumärket Morakniv.

Morakniv är en slidkniv som tillverkas i Mora socken i det svenska landskapet Dalarna.
Knivar har sedan länge tillverkats till husbehov i Mora. När försäljningen av moraklockor gick tillbaka till förmån för amerikanska klockor gick många av urmakarna över till den 1865 grundade symaskinsfabriken i Östnor. Som mest hade den 50 anställda, men tvingades redan 1877 lägga ned. Därefter kom metallverkstäderna att få stor betydelse i trakten. Först ut att tillverka knivar för avsalu var Sol Nils Olsson i Kråkberg. Det var knivar med breda raka blad, skaft i masurbjörk och läderslida. Ganska snart blev byn Östnor ett centrum för knivtillverkningen. Till att börja med skedde knivtillverkningen hantverksmässigt, men 1891 startade Frost Erik Ersson en vagnfabrik i byn, och 1898 gick han över till fabriksmässig produktion av knivar. Ganska snart följde andra efter.
Kniven hade ursprungligen ett ofärgat träskaft och läderslida, senare vulcanfiberslida. Knivar tillverkade av K. A. Anderssons knivfabrik hade tidigt rött träskaft, något som senare även Frosts knivfabrik gick över till. Slidorna tillverkas numera i plast.
Modellerna har utvecklats och dagens moderna knivar har ergonomiska plastskaft med friktionsgrepp samt knivblad av kolstål, laminatstål, Triflex eller svenskt rostfritt stål.
Moraknivarna tillverkas av Morakniv AB, i Östnor, Mora, som innan namnbytet i maj 2005 hette KJ Eriksson AB. Morakniv AB har införlivat flera lokala knivtillverkare som FM Mattssons knivtillverkning, AB Carl Andersson (CA MORA) och Frosts Knivfabrik. Morakniv är ett registrerat varumärke.